# Dianthus fallens
Dianthus fallens là loài thực vật có hoa thuộc họ Cẩm chướng. Loài này được Timb.-Lagr. mô tả khoa học đầu tiên năm 1858.